# Campo Pía
Campo Pía är en ort i Mexiko.   Den ligger i kommunen Navolato och delstaten Sinaloa, i den västra delen av landet, 1 000 km nordväst om huvudstaden Mexico City. Campo Pía ligger 5 meter över havet och antalet invånare är 192.
Terrängen runt Campo Pía är mycket platt. Runt Campo Pía är det ganska tätbefolkat, med 155 invånare per kvadratkilometer. Närmaste större samhälle är Licenciado Benito Juárez, 11,4 km norr om Campo Pía. Trakten runt Campo Pía består till största delen av jordbruksmark.